# 張士凱 (洪武進士)
张士凯，又做张士恺，江西吉水人。明朝政治人物、进士出身。

## 生平
洪武十八年（1385年），登乙丑科进士。